# カスタムパーツ
カスタムパーツとは、メーカー・販売店が製造・販売する製品の基本仕様に対して、ユーザーが好みに応じて追加購入して取り付ける改造用の部品である。
メーカーが正規の販売網で供給する補修用・交換用の純正部品とは異なり、通常はサードパーティーによりアフターマーケットにて販売されている非純正部品（社外品）となる。これらは、場合によってはメーカーや販売店（自動車ディーラーなど）が公式に取り扱っているオプション品として扱われることもある（汎用品もしくは車種専用品のメーカー純正オプションや社外オプションなどに分類される）。
バービー人形などの着せ替え人形の分野では本体を販売しているブランドが着せ替え用の服や人形に持たせる小物もオプションパーツとして販売している（最初からユーザはカスタムすることを想定している。）。
機能面やデザインで従来の市販品では満足できないユーザーを主な顧客層としており、自動車、オートバイ、自動車などの他、パソコンやエアソフトガンなど趣味性の高い工業製品の分野で多く見られる。カスタムパーツの使用は本体製造メーカーの保証適用外になっている場合が多く、基本的には自己責任によって取りつけられる。また、自動車やオートバイでは、カスタムパーツを取り付けることにより各部の測定値が変化し、場合によっては車検が通らなくなる事もある。
性能向上を目的としたカスタムパーツの場合、その多くはメーカー純正品よりも優れた性能を持ち、価格も純正品もしくは純正相当品より高価となる傾向にある。ただし、部品本体の耐久性の問題や、パーツを使用した際の全体の耐久性については、純正仕様より低下することはありえる。仕様上でパーツ寿命を犠牲にして軽量化した物や安全領域を無くしたエンジンコントロールユニットなどの製品もある。ドレスアップを目的としたカスタムパーツの場合、性能が低下するものもある。競技専用部品として販売されているカスタムパーツは寿命が極端に短い、普段の走行が行いにくい、振動や騒音が不快といった欠点やパーツ自体が公道規則に反しているものもある。
カスタムパーツを製造・販売する業者は、車両など本体を作っているメーカーやブランド、カスタムパーツ専門のメーカーから個人経営の販売店までさまざまである。例えば自動車の場合には、純正部品を製造する部品専門メーカーから市販されるケース（サスペンションやブレーキなど）や、社外品メーカーから純正オプションとして供給されるケース（ホイール、カーナビゲーションなど）がある。